# Attestation légale
 (décembre 2020).
Attestation Légale (ALG, OFA), est une plateforme numérique de mutualisation de documents interentreprises créée en 2010, dirigée par Renaud Sornin et implantée à Lyon.

## Historique
La société a été créée en 2010 par Renaud Sornin,, ingénieur diplômé de l’INSA Lyon,.
En 2012, il lance une plateforme collaborative BtoB, à l’image d’un réseau social,, qui fonctionne en cloud computing SaaS[source secondaire nécessaire].
En 2014, SMABTP entre au capital[réf. souhaitée].
Attestation Légale obtient le pass French Tech en 2015, 2016 et 2017[source insuffisante].
Fin 2016, une agence de sécurisation des données est créée[réf. souhaitée].
En 2018, une levée de fonds de 5 millions d’euros est réalisée avec le fonds d’investissement NextStage AM pour accompagner son développement en France et à l’international,,.
En 2019, elle ouvre une filiale à Berlin,.
En 2020, elle créé PanDA, une solution qui dématérialise et simplifie les demandes d'agrément.
En 2021, alors que l'entreprise fête ses 10 ans, elle décide d'ouvrir sa branche OFA Italia SRL.
Fin 2021, Attestation Légale se rapproche de ses homologues français Actradis, Viaco, Hiveo et Déclarations Légales ainsi que du groupe britannique Fortius (marque Constructionline) pour former le groupe Once For All.
Ces entreprises, spécialisées dans la gestion des risques et de la conformité, partagent une ambition : faciliter et fiabiliser les relations entre acteurs de la construction.
En 2023, le groupe lance la solution Bâtisseur de Relations, une nouvelle plateforme facilitant la mise en relation d’entreprises du BTP, permettant aux donneurs d'ordres de sourcer plus facilement de nouveaux fournisseurs et aux fournisseurs de trouver de nouvelle opportunités commerciales. 